# Irma Heijting-Schuhmacher
Irma Heijting-Schuhmacher (Ginneken en Bavel, 24 febbraio 1925 – 8 gennaio 2014) è stata una nuotatrice olandese.
Specializzata nello stile libero, ha vinto la medaglia di bronzo alle Olimpiadi di Londra 1948 e una d'argento quattro anni più tardi, a Helsinki 1952, sempre nella staffetta 4x100 m sl.

## Palmarès
- Olimpiadi

Londra 1948: bronzo nella staffetta 4x100 m sl.
Helsinki 1952: argento nella staffetta 4x100 m sl.
- Europei di nuoto

1947 - Montecarlo: argento nella staffetta 4x100 m sl.
1950 - Vienna: oro nei 100 m sl e nella staffetta 4x100 m sl, argento nei 400 m sl.